# Euphorbia franksiae
Euphorbia franksiae es una especie fanerógama perteneciente a la familia de las euforbiáceas.  Es originaria de  Sudáfrica.

## Taxonomía
Euphorbia franksiae fue descrita por  Nicholas Edward Brown y publicado en Flora Capensis 5(2): 315. 1915.
Etimología
Euphorbia: nombre genérico que deriva del médico griego del rey Juba II de Mauritania (52 a 50 a. C. - 23), Euphorbus, en su honor – o en alusión a su gran vientre –  ya que usaba médicamente Euphorbia resinifera. En 1753 Carlos Linneo asignó el nombre a todo el género.
franksiae: epíteto otorgado  en honor de la señora Millicent Frank artista botánica y asistente del profesor Medley Wood del Herbario de Natal en Sudáfrica.